# Општина Вергуљаса (Олт)
Вергуљаса (рум. Verguleasa) општина је у Румунији у округу Олт.
Oпштина се налази на надморској висини од 215 m.